# Dragă absorbantă

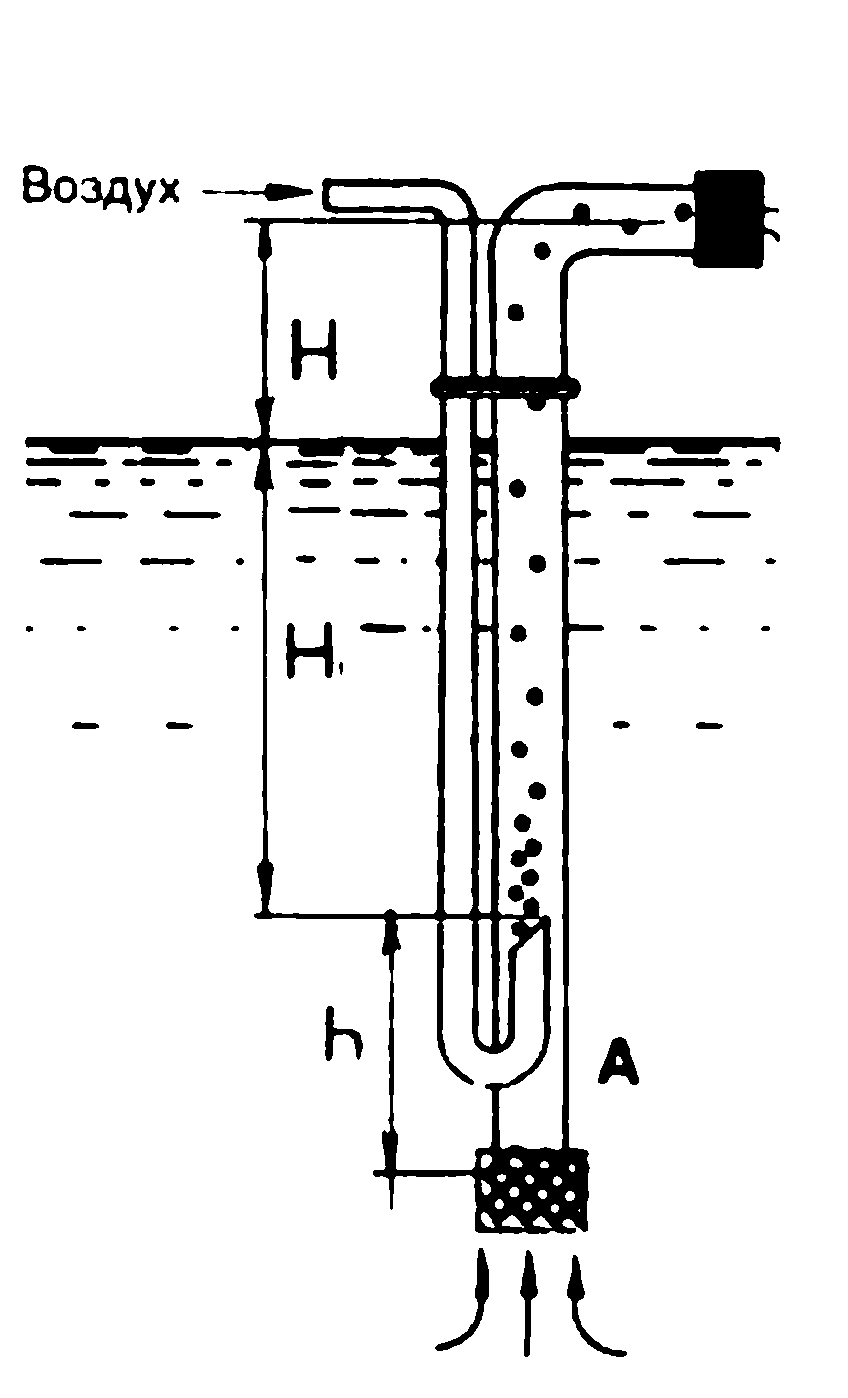
Principiul de funcţionare al unui aerlift

Draga absorbantă (engleză – Air-lift) sau pompă de nămol este un utilaj pentru lucru subacvatic care funcționează pe principiul vaselor comunicante umplute cu lichide nemiscibile, de densități diferite.
O pompă aerlift este alcătuită dintr-o conductă de evacuare (refulare) a amestecului și o conductă sau un furtun de alimentare cu aer comprimat de la un compresor.

Prin introducerea unui debit de aer la capătul furtunului la partea inferioară este antrenată împreună cu apa o cantitate de mâl, nisip etc.
Draga absorbantă este utilizată la degajarea unor structuri aflate sub apă, baraje hidroenergetice, arheologie subacvatică, îndepărtarea amestecului de apă, nămol, nisip și sedimente din unele compartimente inundate ale epavelor, spălarea depunerilor marine și ușurarea epavei pentru micșorarea forței de adeziune la teren și ranfluarea acesteia.
Funcție de diametrele conductei de refulare și conductei de alimentare cu aer, precum și de debitul aerului comprimat introdus, depinde debitul de amestec ce poate fi îndepărtat.
| Diametrul conductei de refulare (mm) | Diametrul conductei de aer (mm) | Debitul de aer introdus (l/min) | Debitul de amestec (l/min) |
| ------------------------------------ | ------------------------------- | ------------------------------- | -------------------------- |
| 76                                   | 12,25                           | 425...1123                      | 1416...2124                |
| 100                                  | 21,25                           | 566...1841                      | 2549...4248                |
| 149                                  | 35,75                           | 1416...5664                     | 5947...12744               |
| 257                                  | 51                              | 4248...11328                    | 16992...25488              |